# Dodge 116
Der Dodge 116 war ein PKW der Firma Dodge Brothers in Detroit, der als Weiterentwicklung des Modells 30 im Juni 1922 als Modell 1923 vorgestellt wurde.
Wie seine Vorgänger, hatte der Wagen einen seitengesteuerten 4-Zylinder-Reihenmotor mit 3479 cm³, der eine Leistung 35 bhp (25,7 kW) abgab. Über eine Mehrscheiben-Trockenkupplung und ein Dreiganggetriebe mit Mittelschaltung wurden die Hinterräder angetrieben. Die Hinterräder waren mechanisch gebremst. Der Radstand des Fahrgestells betrug 2896 mm. Im Gegensatz zu den Vorgängermodellen wurden zwei Ausstattungsvarianten angeboten: Der Standard war mit den bekannten Aufbauten – 2-türiger Roadster, 4-türiger Tourenwagen, 4-türige Limousine, 2-türiges Business-Coupé, 4-türige Business-Limousine – erhältlich. Den Custom gab es in besserer Ausstattung als 4-türige Limousine, 2-türiges 4-Sitzer-Coupé und 3-türigen Lieferwagen. Erstmals in der US-Automobilindustrie wurden Ganzstahlkarosserien (anstatt der bis dahin üblichen Holz-Stahl-Gemischtbauweise) angeboten.

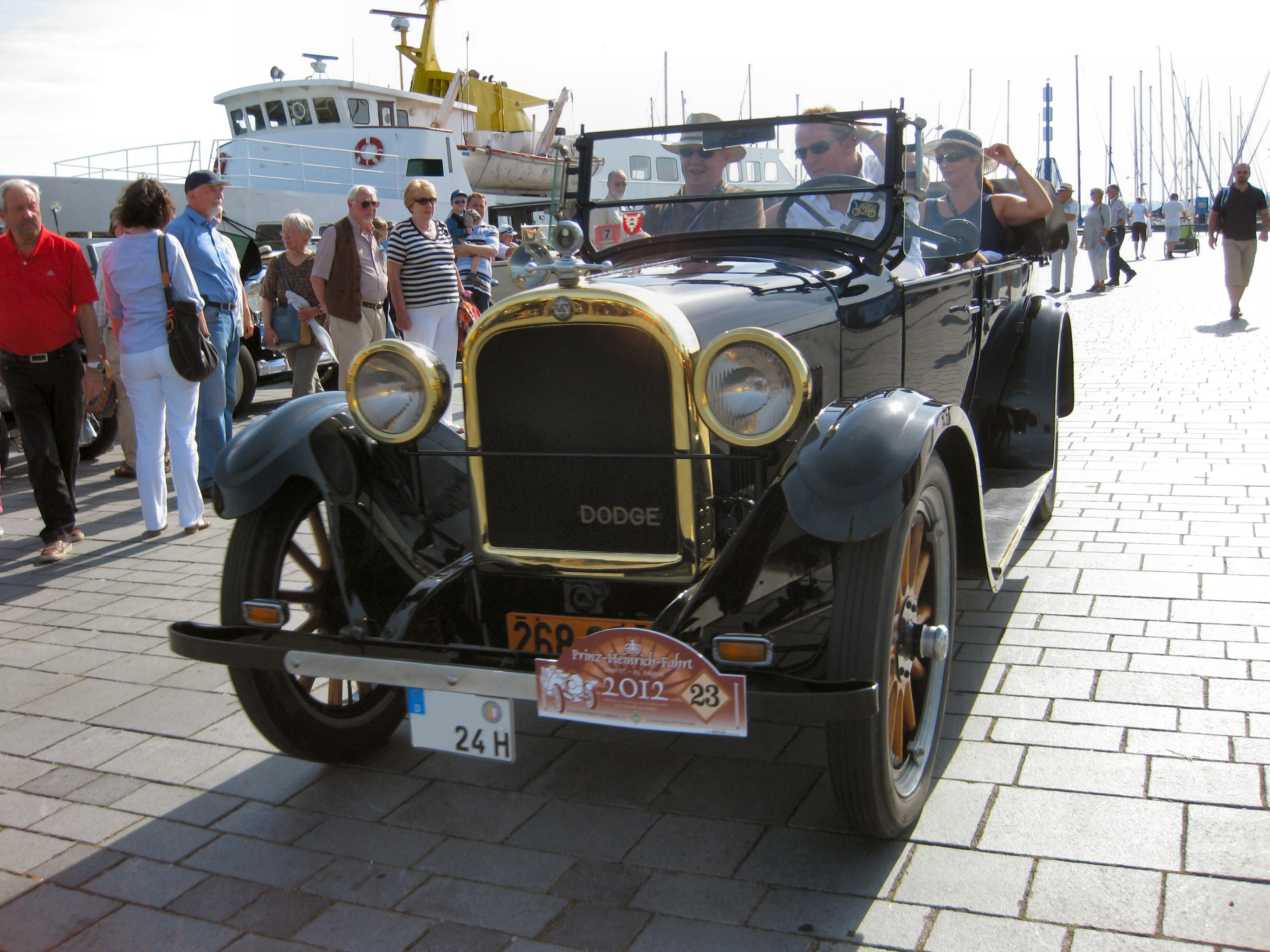
Dodge Brother, Bj. 1924

1924 wurde die Modellreihe komplett überarbeitet. Der Radstand wuchs um 2" auf 2946 mm und alle Karosserien wirkten niedriger und gestreckter. Alle Wagen waren nun mit einem (einzelnen) Bremslicht ausgestattet. Die neuen Special-Modelle – mit den gleichen Aufbauten wie die Standard-Modelle, aber besser ausgestattet – hatten zusätzlich automatische Scheibenwischer. Als Custom-Modelle gab es ein offenes und ein geschlossenes Taxi und ein Landaulet.
1925 wurden die 1924er-Modelle im Wesentlichen unverändert weitergebaut, wobei die automatischen Scheibenwischer (anstatt der bisher handbetätigten) für alle Modelle zur Grundausstattung gehörten. Als Custom-Modell wurde auch ein 5-türiger Kombi angeboten.
Als die Baureihe im Juli 1925 von der Serie 126 abgelöst wurde, waren insgesamt 580.108 Exemplare in drei Jahren entstanden.